# Jusuf Bukirra
Jusuf Bukirra, Youssef Bouguerra (ar. يوسف بوقرة; ur. 28 października 1969) – algierski zapaśnik walczący w stylu klasycznym. Dwukrotny olimpijczyk. Zajął szesnaste miejsce w Atlancie 1996 i odpadł w eliminacjach turnieju w Barcelonie 1992. Startował w kategoriach 74–82 kg.
Srebrny medalista igrzysk afrykańskich w 1995. Zdobył cztery medale na mistrzostwach Afryki w tym złote w 1992 i 1996.
- Turniej w Barcelonie 1992

Przegrał z Austriakiem Antonem Marchlem i Szwedem Torbjörnem Kornbakkiem.
- Turniej w Atlancie 1996

Uległ Japończykowi Takamitsu Katayamie i Stojanowi Stojanowowi z Bułgarii.